# Sun Rong
Sun Rong (ur. 16 stycznia 1989) – chińska judoczka.
Zajęła trzecie miejsce w drużynie na mistrzostwach świata w 2008. Startowała w Pucharze Świata w 2009 i 2012. Brązowa medalistka mistrzostw Azji w 2009 roku.